# ذا شينسموكرز
ذا شينسموكرز (بالإنجليزية:The Chainsmokers) هو ثنائي دي جي أمريكي مكون من أندرو تاغارت وأليكس بول. احتلت أغنيتهم المنفردة «#سيلفي»(بالإنجليزية: #Selfie)‏ المرتبة 16 في الولايات المتحدة بيلبورد و 11 في المملكة المتحدة (UK Charts)، في حين احتلت أغنيتهم «روزز» رفقة المغنية الأمريكية «روزس» (بالإنجليزية: Rozes)‏ المرتبة 6 في الولايات المتحدة. أصدروا أسطوانتهم المطولة الأولى، بوكي (بالإنجليزية: Bouquet)‏، في أكتوبر 2015. في فبراير، أصدر الثنائي الأغنية المنفردة «لا تخذلني»(بالإنجليزية: Don't Let Me Down)‏، مع غناء دايا، (بالإنجليزية: Daya)‏ واحتلت هذه الأغنية المرتبة الثالثة في بيلبورد هوت 100 الأمريكي، لتصبح واحدة من أعلى أغانيهم تصنيفا في الولايات المتحدة.
و كذالك حققت اغنيتهم الجديدة كلوزر «أقرب» (بالإنجليزية: Closer)‏ المرتبة الأولى في بيلبورد هوت 100 وتصدرت الترتيب لأكثر من 13 أسبوعا علي التوالي وهو رقم لم يكسره إلا أغنية ديسباسيتو للويس فونسي ودادي يانكي وجاستن بيبر.

## عملهم

### من 2012 إلي 2015
تأسس ذا سينسموكرز كثنائي دي جي رقص الكتروني عام 2012 تحت إدارة آدم ألبرت (بالإنجليزية: Adam Alpert)‏ في نيويورك. في عام 2012، تعاون الثنائي مع الممثلة والمغنية الهندية بريانكا تشوبرا في الأغنية المنفردة «إرايز» (Erase) التي لحقتها أغنية «ذا روكي» (The Rookie) في بداية عام 2013. صدرت أغنيتهم #سيلفي (SELFIE#) بالمجان في ديسمبر 2013، وأعادت تسجيلات ديم ماك إصدارها في يناير 2014، وفي النهاية  تسجيلات ريبابليك. في 5 أغسطس 2014، أصدر الثنائي أغنية «كانيي» (Kanye) مع سيرين إكس إكس (SirenXX)، وبعد صدور #سيلفي في 3 مارس 2015، أصدروا «ليت يو غو» (بالإنجليزية: Let You Go)‏، مع «غريت غود فاين أوكي» (Great Good Fine Ok).

### من 2015 إلي اليوم
وقع الثنائي مع مديرهم آدم آلبرت (Adam Alpert) على مشروع مشترك مع سوني للترفيه الموسيقي، تسجيلات ديسروبتور، في أبريل 2015. في 23 أكتوبر من نفس العام، أصدر الثنائي أول أسطوانة مطولة بعنوان «بوكيت» (Bouquet)، التي تضم "New York City", "Until You Were Gone", "Waterbed", "Good Intentions", و "Roses". أصدروا بعدها أغنيتهم «لا تخذلني»(بالإنجليزية: Don't Let Me Down)‏، التي تضم المغنية «دايا». في 1 أبريل 2016، أصدروا أغنية منفردة جديدة بعنوان (Inside Out)، التي تضم المغنية «شارلي» (Charlee) وفي يوم 29 من شهر يوليو 2016 قامو باطلاق أغنية كلوسر(بالإنجليزية: Closer)‏ مع هالسي التي حصلت علي المرتبة الاولي في قائمة بيلبورد وآي تيونز.أطلق الثنائي عدة أعمال بعد ذلك كاغنية "(Setting Fire)" و "(All We Know)"وكلهما كان لهما شأن كبير في ترتيب الاغاني العالمية باحتلالهم مراكز محترمة كان افضلها لأغنية "All We Know" مرتبة 14 في بيلبورد. وفي عام 2017 صدرت أغنيتهم الجديدة (Something Just Like This) تحديدا في 22 فبراير 2017 حققت الاغنية عدد متابعات كبيرة علي اليوتيوب لتبلغ لحدود شهر جويليا ما يقارب 550 مليون مشاهدة وفي حدود شهر أوت 620 مليون مشاهدة تواصلت أعمال الثنائي لتكلل باصدار ألبومهم الأول في بداية شهر أفريل تحت اسم (Memories Do Not Open) إحتوي الألبوم علي أغاني قديمة مثل ""Something Just Like This"" و "Paris"واغاني جديدة مثل "blood stream" و "the one" وغيرها و"young ""it won't kill ya ".رغم جودة الاغاني وتعددها لم تلقي الاغاني الواردة بالالبوم رواجا كبيرا فلم تدخل قائمة ترتيب بيلبورد هوت 100 سوي عملين وحيدين  وهما أغنية (the one) والتي حلت في المرتبة 91 وأغنية (Honest) التي إحتلت المرتبة 77 في الترتيب الأمريكي وقد ظلت هذه الأعمال دون فيديو كليب وهذا كله لم يحل دون نجاح نسبي للألبوم إكتسبه من احتلال الألبوم للمرتبة الأولي في تصنيف بيلبورد 200.